# Trachystegos
Trachystegos megalodon es una especie extinta de lepospóndilo (perteneciente al grupo Microsauria) que vivió a finales del período Carbonífero en lo que hoy es Canadá.